# لوهرهایم
لوهرهایم (به آلمانی: Lohrheim) یک شهر در آلمان است که در Verbandsgemeinde Hahnstätten واقع شده‌است. لوهرهایم ۶۰۵ نفر جمعیت دارد.